# Spicher
Lo Spicher è una montagna delle Prealpi di Appenzello e di San Gallo, alta 1 520 m s.l.m.

## Descrizione
La montagna si trova al confine tra il Canton Appenzello Esterno e il Canton San Gallo, ovvero tra i comuni di Urnäsch e Nesslau.